# SWITCH!!
『SWITCH!!』（スイッチ）は、2014年4月1日から2017年9月28日までCROSS FMで放送されていたワイド番組である。
放送時間は毎週月曜 - 木曜 10:00 - 14:00 （日本標準時）。月曜と火曜にはCROSS FM本社のYU YU HOME STUDIO → DHCスタジオからの、水曜と木曜には同局福岡営業所の東邦ハウジングベイサイドプレイス博多スタジオからの生放送を行っていた。

## ナビゲーター
- 小坂真琴（月曜 - 木曜）
- DJ POCKY （月曜・火曜） - 2014年8月まで出演。
- MASAKI （月曜・火曜） - 2014年9月から出演。
- 栗田善太郎（水曜・木曜）
- ピンチヒッター
- 桜美奈（2015年2月-度々）
- honey（2015年11月）
- 小柳有紀（2016年5月）

## タイムテーブル
- 10:00オープニング
- 10:08 ウェザーインフォメーション（担当は男性ナビゲーター。）
- 10:10 トラフィックインフォメーション
- 10:15 マコトスイッチ テーマ発表 - 「きょうのランチはラーメン？うどん？」など、特定のテーマに沿った2択の質問をリスナーから募る番組のメインコーナー。募集は番組全体を通して行われていた。
- 10:30
  - （月）（火）エンタメスイッチ
  - （水）最後の晩餐 - アーティストやリスナーそれぞれの「最後に食べたいもの」を紹介するコーナー。
  - （木）モノスイッチ
- 10:40
  - （水）おくりの人生相談室 - 栗田がオネエキャラの「おくり」に扮し、リスナーから寄せられた相談に答える。栗田が『サンデーおすぎ』で共演しているおすぎがモチーフ。
- 10:50 真琴ちゃんといっしょ - 童謡や子供向けの曲をかけるコーナー。冒頭で小坂がおねえさん、MASAKIが大人っぽい子供、栗田がおにいさんに扮するコントが流れる。
- 11:00 ウェザーインフォメーション（担当は男性ナビゲーター。）
- 11:10 ジャパネットたかたラジオショッピング
- 11:20 
  - （水）（木）マコトーク
  - （月）（火）MASAKI'SノンストップMIX
- 11:42 もち吉 presents music forest
- 12:00 ヘッドラインニュース、ウェザーインフォメーション（月・火曜はDJPOCKY→小坂、水・木曜は栗田が担当。）
- 12:10 ウェルカムスイッチ（ゲストコーナー）
- 12:30 （月）バスルームからの天気予報（火）ファーム通信　（水）タイSWITCH！（木）FEELTHEGREEN
- 12:50
  - （水）（木）スイッチなぞなぞ
  - （月）（火）イントロクイズ
  - 13:00　答え合わせ
- 12:53　快適生活ラジオショッピング
- 13:10
  - （月）（火）マコトーク
  - （水）（木）日刊栗スポ
- 13:20 特選ラジオショッピング
- 13:35
  - （月）（火）マサキスイッチ　
  - （水）（木）ウェルカムスイッチPart2（不定期）
- 13:45 マコトスイッチ 結果発表
- 13:50 エンディング（水曜日と木曜日は次番組のナビゲーターとのクロストークがある。）
- 13:57　番組終了→そのままGREENLINEへ。